# Олика (Копер)
Олика (словен. Olika) — поселення в общині Копер, Регіон Обално-крашка, Словенія. Висота над рівнем моря: 223,6 м.